# NGC 1630/1
NGC 1630/1 је лентикуларна галаксија у сазвежђу Еридан која се налази на NGC листи објеката дубоког неба.
Деклинација објекта је - 18° 54' 7" а ректасцензија 4h 37m 15,4s. Привидна величина (магнитуда) објекта NGC 1630 износи 14,5 а фотографска магнитуда 15,4. NGC 16301 је још познат и под ознакама ESO 551-19, NPM1G -19.0190, PGC 15659.